# Cessna 310

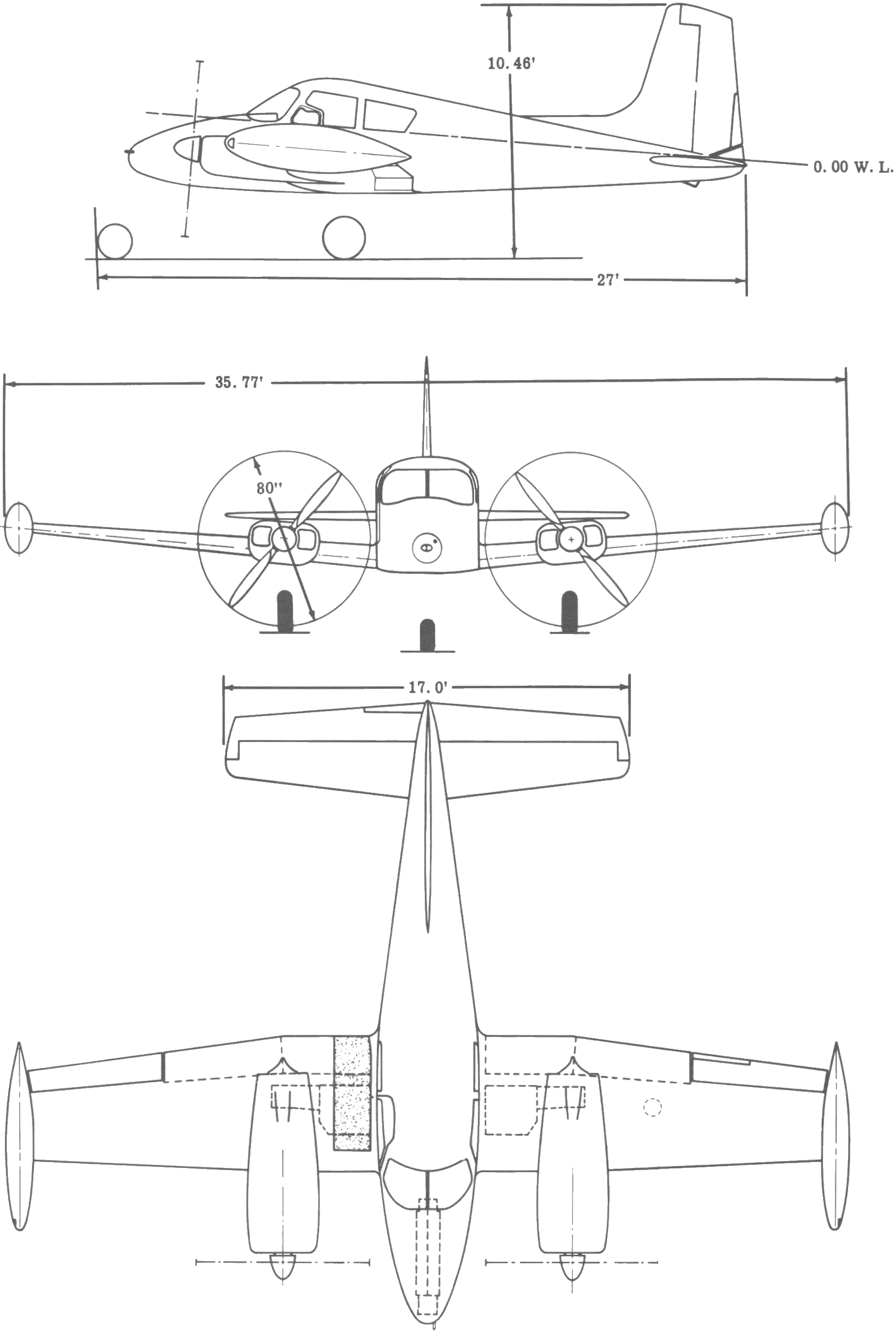
Cessna L-27A

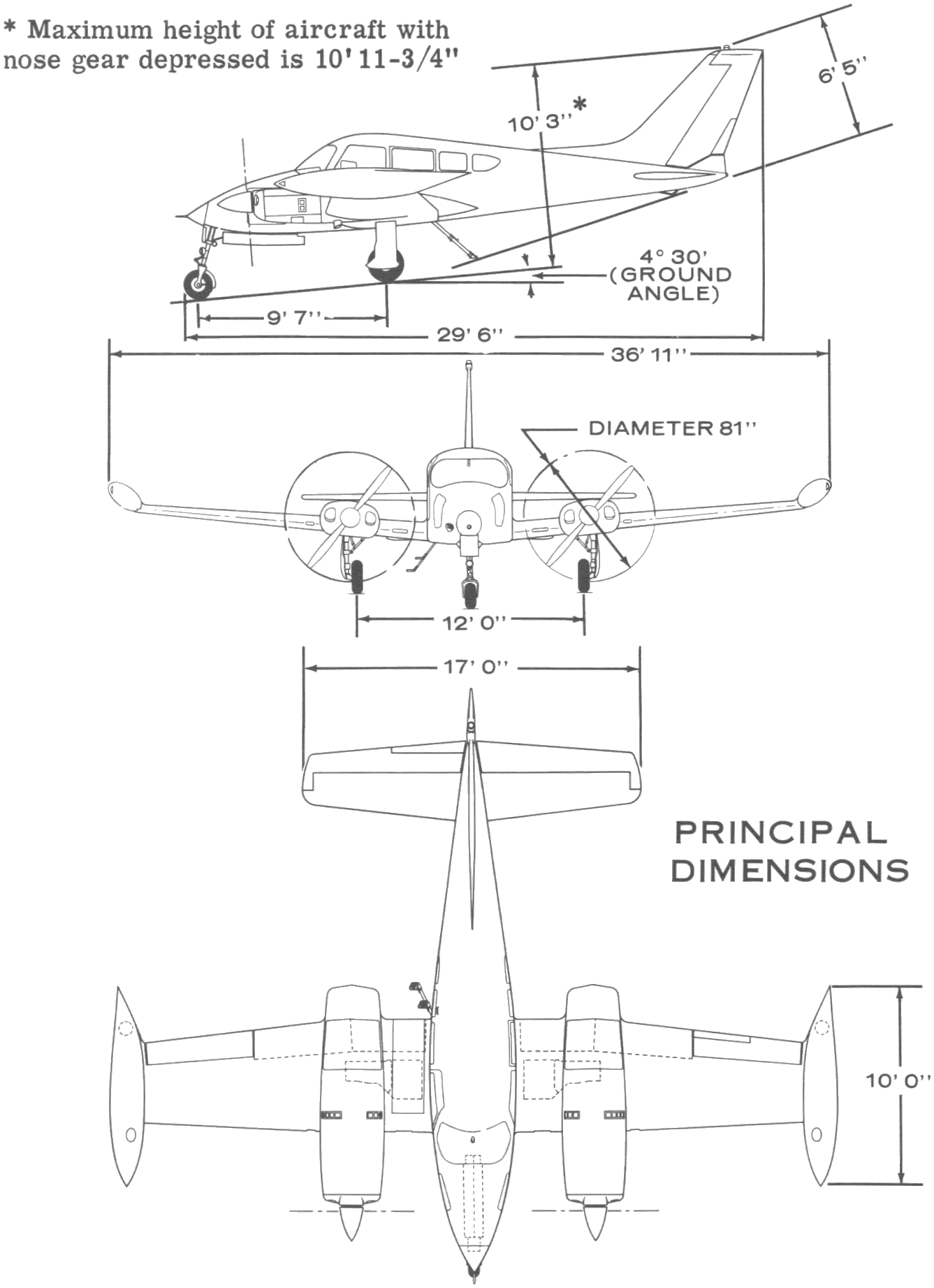
Cessna 320F Executive Skyknight

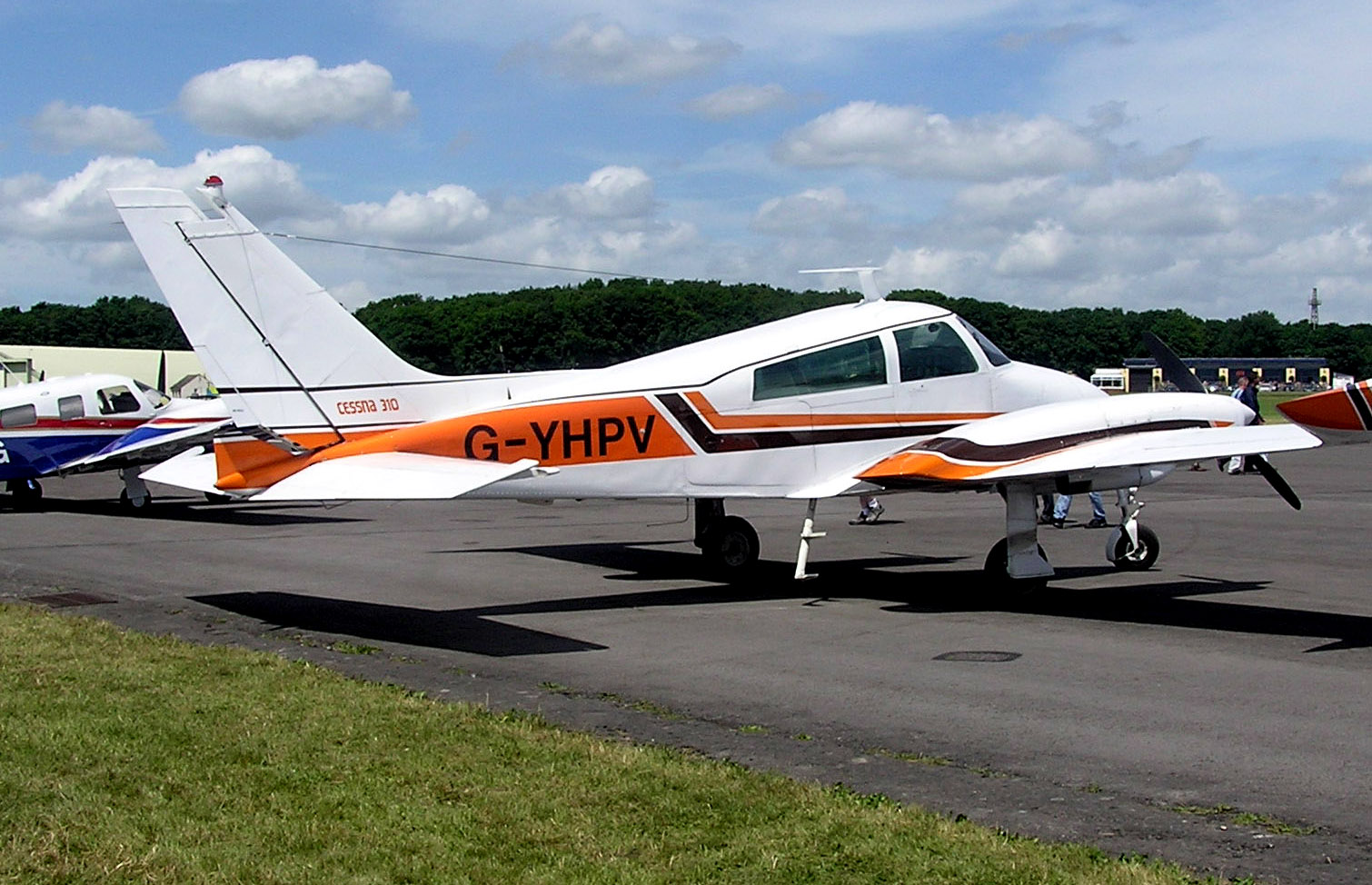
Un Cessna 310N, 1968.

Il Cessna 310 era un bimotore da turismo ad ala bassa prodotto dall'azienda statunitense Cessna Aircraft Company negli anni cinquanta.
Il 310 fu il primo aereo bimotore progettato dalla Cessna ad entrare in produzione dopo la seconda guerra mondiale.

## Storia del progetto
Il 310 volò per la prima volta il 3 gennaio 1953 e le prime consegne iniziarono nel 1954. Le linee moderne ed eleganti del nuovo bimotore erano sottolineate da caratteristiche innovative come l'adozione di tubi di scarico potenziatori di spinta e, nei primi modelli, l'immagazzinamento di tutto il carburante in serbatoi posizionati sulle estremità alari. Nel 1964 il tubo di scarico venne modificato nella sua conformazione in modo da essere posizionato sotto l'ala, sostituendo i tubi potenziatori che erano considerati rumorosi.
Alla convenzione di designazione aziendale tipica della Cessna, fu aggiunta una lettera dopo il numero del modello per identificare modifiche al progetto iniziale nel corso degli anni. Il primo miglioramento sostanziale alla serie 310 fu il 310C del 1959 che introdusse i più potenti motori Continental da 195 kW (260 hp). Nel 1960 il modello 310D adottò una deriva verticale a freccia. Un finestrino aggiuntivo nella cabina fu aggiunto con il modello 310F.
Il modello 320 Skyknight fu sviluppato partendo dal 310F; montava motori TSIO-470-B sovralimentati e un quarto finestrino laterale alla cabina. Lo Skyknight rimase in produzione dal 1961 al 1969 (Il modello 320E era nominato Executive Skyknight) fino a quando fu sostituito dal molto simile Turbo 310.
Il 310G introdusse i serbatoi 'stabilatip', mentre il 310K sostituì i due finestrini posteriori con uno singolo. Ulteriori sviluppi furono il 310Q e il sovralimentato T310Q con una cabina posteriore riprogettata ed un finestrino superiore. Gli ultimi modelli furono il 310R e il T310R, identificabili per il loro muso allungato. La produzione terminò nel 1980.
Durante gli anni ci furono parecchi modifiche al 310 per migliorarne le prestazioni. L'ingegnere Jack Riley ne produsse due varianti, il Riley Rocket 310 e il Riley Turbostream 310. Solo sette delle ultime modifiche furono adottate ed il Riley Turbostream è forse il bimotore civile leggero capace delle migliori prestazioni tra quelli dotati di motore a pistoni. Riley sostituì i motori Continental da 310 hp standard con motori Lycoming TIO-540 capaci di erogare 350 hp. Questo motori turbocompressi con intercooler erano installati con un'elica a 3 pale Hartzell in una configurazione contro-rotante per migliorare ulteriormente le prestazioni e la sicurezza per motore. Con 5 400 libre di peso lordo l'aereo aveva un rapporto peso/potenza di 7,71 libbre per cavallo. Questo risultava in una velocità di crociera di 260 nodi a 18 000 piedi e una velocità di salita di 3 000 piedi al minuto.

### Impiego operativo

#### Applicazioni commerciali
Il Cessna 310 era un tipico aereo charter per le molte compagnie aeree che si svilupparono durante il boom dell'aviazione civile che seguì la Seconda guerra mondiale. I vantaggi del Cessna 310 sui suoi contemporanei, come il Piper Aztec, erano la sua velocità, i costi operativi e le modifiche di mercato come il kit Robertson STOL, che lo fecero il più popolare in tutto il mondo per le sue caratteristiche di volo. Poteva utilizzare piste corte portando contemporaneamente un carico utile di 2000 libbre o più, e a velocità elevate per un aeromobile bimotore a pistoni.
Altri aerei in competizione con il Cessna 310 erano il Raytheon (Beech) Baron, il Piper Seneca e, probabilmente, alcuni modelli della Aero Commander.
Ancora nel 2006, molti Cessna 310 sono operativi nei servizi aero taxi in tutto il mondo.

#### Applicazioni militari
Nel 1957, la United States Air Force scelse il Cessna 310 come aereo utilitario leggero per il trasporto amministrativo. La USAF comprò 160 Cessna 310 non modificati utilizzando la designazione originaria L-27A e soprannominati informalmente "Canoa Blu", cambiata nel 1962 in U-3A. Altri 36 modelli aggiornati, designati L-27B (più tardi U-3B) furono consegnati tra il 1960 e 1961; Questi aeromobili erano essenzialmente i modelli 310F militari, equipaggiati con più potenti motori da 260 hp e potevano essere riconosciuti dai loro finestrini aggiuntivi, dal muso allungato e dalla deriva verticale a freccia. Uno studio della USAF, effettuato dopo un anno di servizio operativo, determinò che il costo operativo diretto dell'aeromobile era minore di 12 $.

## Varianti
310Aeromobile di produzione spinto da due motori Continental O-470-B da 240 CV (180 kW), 547 modelli costruiti.
310AVersione militare del 310 per la United States Air Force, nominato come L-27A e successivamente U-3A, 160 modelli costruiti.
310B310 con un nuovo pannello di strumentazione, motori O-470-M e cambiamenti minori, 225 modelli costruiti.
310C310B con motori IO-470-D da 260 CV (190 kW), peso massimo al decollo aumentato e cambiamenti minori, 259 modelli costruiti.
310D310C con deriva verticale a freccia e cambiamenti minori, 268 modelli costruiti.
310EVersione militare del 310F, nominato come L-27B e successivamente U-3B, 36 modelli costruiti.
310F310D con un finestrino laterale aggiuntivo per ogni lato, naso appuntito, nuove forme dei serbatoi e altri piccoli accorgimenti, 156 modelli costruiti.
310G310F con serbatoi alari assottigliati, cabina a sei posti un peso massimo al decollo incrementato e modifiche ai dettagli, 156 modelli costruiti.
310H310G con un peso massimo al decollo aumentato e un interno allargato, 148 modelli costruiti.
310I310H con motori IO-470-U, compartimento per i bagagli posteriore e altre modifiche minori, 200 modelli costruiti.
310J310I con piccole modifiche nei dettagli, 200 modelli costruiti.
310K310J con finestrini laterali a cista allargata, un peso massimo al decollo aumentato e motori IO-470-V, 245 modelli costruiti.
310L310K con un parabrezza in pezzo unico, ventre ridisegnato, capacità del carburante aumentata e piccole modifiche, 207 modelli costruiti.
310MNominativo rivisto per il 310E.
310N310L con un pannello della strumentazione riprogettato, serbatoi addizionali in opzione, motori IO-470-V-O e piccole modifiche, 198 modelli costruiti.
310P310N con un carrello anteriore accorciato, pinna ventrale, e motori TSIO-520-B sovralimentati come opzione, 240 modelli costruiti.
310Q310P con un peso massimo al decollo aumentato a 5.300 libre e modifiche nei dettagli, dal 401-esimo aereo con un tetto della cabina dotato di un finestrino posteriore, 1160 modelli costruiti.
310R310Q con 3 eliche per motore, muso allungato con uno spazio per i bagagli, 5.500 lb di peso massimo al decollo e motori IO-520-M da 285 CV (213 kW), 1332 modelli costruiti.
310Sdesignazione originale per il Cessna 320.
320 SkynightVersione allargata del 310F con sei posti, cabina più larga e due motori sovralimentati. 110 modelli costruiti.
320A Skynight320 con serbatoi stabil-tip e cambiamenti minori, 47 modelli costruiti.
320B Skynight320A con lucchetti per i bagagli e cambiamenti minori, 62 modelli costruiti.
320C Skynight320B con cabina allungata, un settimo seggiolino opzionale e cambiamenti minori, 73 modelli costruiti.
320D Executive Skynight320C con finestrino posteriore ridisegnato e motori TSIO-520-B da 285 CV (213 kW), 130 modelli costruiti.
320E Executive Skynight320D con naso appuntito, parabrezza unico, ventre ridisegnato, un peso massimo al decollo aumentato e cambiamenti minori, 110 modelli costruiti.
320F Executive Skynight320E con modifiche minori, 45 modelli costruiti.
L-27ANominativo per lo United States military per il 310A, poi cambiato in U-3A.
L-27BNominativo per lo United States military per il 310E/310M, poi cambiato in U-3B.
U-3AL-27A rinominato nel 1963.
U-3BL-27B rinominato nel 1963.

## Utilizzatori

### Militari
Paesi di cui si sa che operano o hanno operato con il U-3/310 includono:
 Colombia
 Ecuador
 El Salvador
 Francia
 Indonesia
 Iran
 Madagascar
 Messico
 Paraguay
 Perù
 Filippine
 Sudafrica
 Tanzania
 Stati Uniti
- US Air Force
- United States Navy
- US Army

 Venezuela
 Uruguay
 Zaire

## Incidenti

### Piedmont Airlines Volo 22
Il 19 luglio 1967, un Boeing 727 registrato come Piedmont Airlines Volo 22 entrò in collisione con un Cessna 310 a Hendersonville (Carolina del Nord), negli Stati Uniti, uccidendo tutte le 79 persone a bordo dei due velivoli oltre a 3 persone a terra.

### Incidente NASCAR - luglio 2007
Il 10 luglio 2007 un Cessna 310, proveniente dal Daytona Beach International Airport, Florida in rotta verso Lakeland Linder Regional Airport si schiantò su due case in Sanford (Florida), vicino a Orlando, uccidendo cinque persone—il pilota, il passeggero e tre persone dentro le case. Il pilotà riportò fumo in cabina e tentò un atterraggio d'emergenza nelle terre vicine all'Orlando Sanford International Airport.
La NASCAR disse che il pilota dell'aeroplano era Michael Klemm, un capitano della aviazione NASCAR. Il suo passeggero era il Dr. Bruce Kennedy, marito del presidente della International Speedway Corporation Lesa France Kennedy, la figlia del presidente della NASCAR, Bill France Jr., che morì in giugno.
Erano le uniche due persone a bordo, sia per la NASCAR che per la NTSB.
Altre quattro persone rimasero ferite, tre delle quelle, dissero le autorità, rimasero ustionate in modo critico.
Il rapporto della NTSB con data dicembre 2007 riporta che l'incidente fu provocato da un malfunzionamento elettrico, che produsse fumo in cabina, accaduto durante il volo precedente e non riparato prima del volo oggetto dell'incidente. Il tutto risultò nell'incendio durante il volo in oggetto. Il pilota del volo oggetto dell'incidente fu informato del problema prima del decollo, ma decise di effettuare comunque il volo.

## Cultura di massa
Il Cessna 310-B Songbird, registrazione N5348A, divenne famoso per aver partecipato al popolare show TV Sky King durante i tardi anni cinquanta.
L'aereo compare nel videogioco Grand Theft Auto V rinominato "Cuban 800", e nel film Più  forte, ragazzi!